# Zollverein

Mapa de 1926: Deutscher Zollverein e a Unificação de 1871.

Zollverein foi a aliança aduaneira que teve como meta a liberdade alfandegária para os 39 estados alemães, o que favoreceu a liberdade entre as suas fronteiras internas facilitando assim o maior comércio e uma maior estrutura para os processos industriais, excluindo o Império Austríaco, que era rival do Reino da Prússia. Foi dissolvido em 1866, mas foi restabelecido em 1867 com os estados do Sul participando. O novo Zollverein era mais forte.
Fundado em 1834, o Zollverein (Deutscher Zollverein ou União do Uso Geral da Alemanha), originalmente planejado pela Prússia no século XIX, incluía, inicialmente, apenas os estados do norte, próximos aos territórios controlados pela Prússia, e foi visto como um modo de transportar bens, estimulando o comércio e a economia. A união entre os 39 estados foi o fruto dos burocratas prussianos ao longo de décadas. Por volta de 1848, a sua atuação havia aumentado, e incluía não só a maioria dos estados alemães como também o Império Austríaco e aqueles da Alemanha no Noroeste. Além de interesses econômicos, a Prússia desejava criar uma grande influência nos estados que dominava para poder futuramente realizar a unificação alemã.
O Zollverein continuou uma eficiente ferramenta fiscal, até deixar de fazer sentido com a Unificação da Alemanha, em 1871.